# 1996 en Inde
Chronologie de l'Inde
- 1992
- 1993
- 1994
- 1995
- 1996
- 1997
- 1998
- 1999
- 2000

Cette page concerne les évènements survenus en 1996 en Inde :

## Évènement
- 21 mars : Lancement du satellite IRS-P3 (en).
- 27 avril-7 mai : Élections législatives
- 10-11 mai : Lors de la saison d'alpinisme 1996 sur l'Everest, 8 personnes trouvent la mort. Une expédition de la police des frontières indo-tibétaines au Mont Everest (en) est organisée.
- 21-25 août : Tragédie d'Amarnath Yatra (mort de 250 pèlerins)
- 12 novembre : Collision aérienne de Charkhi Dadri
- 23 novembre : Organisation de la cérémonie de Miss Monde (en) à Bangalore.

## Cinéma
- 41e cérémonie des Filmfare Awards
- 43e cérémonie des National Film Awards (en)

Sortie de film
- Agni Sakshi
- Ajay
- Army
- Bambai Ka Babu
- Chaahat
- Daraar
- Diljale
- Dushman Duniya Ka
- English Babu Desi Mem
- Fire
- Indian
- Jaan
- Jaya, fille du Gange
- Jeet
- Kama Sutra, une histoire d'amour
- Khamoshi: The Musical
- Mr. Romeo
- Rakshak
- Saajan Chale Sasural
- Sapoot

## Littérature
- A Matter of Time (en), roman de Shashi Deshpande.
- Second Thoughts (en), roman de Shobhaa De.
- The Ultimate Revelations (en), roman de Jamshed Akhtar (en).

## Sport
- Championnat d'Inde de football 1996-1997
- Coupe du monde de cricket

## Création
- La ville de Madras est renommée Chennai.